# 小藍 (電影)
《小藍》（英語：Little Blue），是一部2022年上映的台灣情慾劇情電影，由李怡芳執導，王渝萱、許乃涵、葉廷麒、周詠軒等人主演。講述高中生少女小藍探索性與愛界線的故事。2022年6月25日在台北電影節首映，於2022年11月4日在台灣上映。分級為輔15級。

## 劇情
主角是就讀高二的少女藍玉妍（小藍），她與單親媽媽Vivi同住，在學校的朋友是陳桂瑜（鮭魚），小藍與鮭魚放學時路過操場，正巧被足球隊的伍青苗（五秒）的足球踢中，五秒藉機尾隨小藍搭車回家並請她吃晚餐，隔天上學，五秒邀約小藍一起翹課，兩人來到海灘邊，在這裡小藍和五秒發生了第一次，另一邊，房仲小藍媽帶客戶Kris看房時，兩人也發生了關係。
沒過幾天，五秒卻將她的私密照外流，對小藍造成巨大的衝擊，接著她開始上網約炮，大家都對她的年輕感到不解，另一邊，Vivi和Kris的感情逐漸升溫中。小藍在某次約砲，結束之後走出去，走廊上巧遇Vivi和Kris，母女於是一起回家，發生了衝突，Vivi像普遍的家長一樣，隔天一句「起床吃早餐了」結束爭吵
電影最後，母女兩人坐在海邊上有說有笑，回到了「最初」的起點。

## 演員
- 王渝萱飾演 小藍（藍玉妍）：17歲高中少女。
- 許乃涵飾演 Vivi：小藍的媽媽。
- 葉廷麒飾演 五秒 （伍青苗）：足球隊校草。
- 周詠軒飾演 Kris：Vivi的客戶。
- 張洛偍飾演 Tim：炮友。
- 李彥承飾演 兔子：小藍同學。
- 林宴慈飾演 鮭魚（陳桂瑜）：小藍朋友。
- 胡智強飾演 蚊子（劉文治）：小藍同學。
- 宥勝飾演 數學老師/導師
- 眼肉芽飾演 國文老師
- 百白飾演 攝影社老師
- 蔡銀娟飾演 英文老師
- 吳夢夢授權影片：電影中Vivi拿著手機觀看一小段。

## 參展紀錄
- 2018年優良劇本獎優等獎
- 2020年文化部長片輔導金
- 2021年桃園市文化局影視製作補助
- 2022年入選香港HAF之WIP項目
- 2022年台北電影節國新競賽
- 2022年釜山影展官方入選[5][6][7]

| 年份   | 頒獎典禮              | 獎項       | 入圍者 | 結果 | 備註 |
| ------ | --------------------- | ---------- | ------ | ---- | ---- |
| 2023年 | 第4屆台灣影評人協會獎 | 最佳女演員 | 王渝萱 | 獲獎 |      |
| 2023年 | 第25屆台北電影獎      | 最佳女主角 | 王渝萱 | 提名 |      |
| 2023年 | 第25屆台北電影獎      | 最佳海報獎 | 陳世川 | 提名 |      |